# 孙建
孙建（前1世纪—15年），字子夏，中国西漢末期、新朝武将。

## 生平
元寿二年（前1年）正月，護軍都尉孫建就任執金吾，六月、孫建就任右将軍，元始二年（2年）就任左将軍兼光祿勳。元始年間，支援烏孫国昆彌，西域都護孫建襲殺烏孫国反叛昆彌的卑爰疐。元始五年（5年）閏月，孫建任強奴将軍（「強弩将軍」）被评价「折衝之威」，封成武侯。
居摄年間，王莽尽殺遊侠、豪傑之士，没有逮捕西河漕中叔。王莽知道漕中叔和孫建親近，怀疑孫建藏匿，于是詰問孫建。孫建说「人称臣下与漕中叔交好，于是众臣将罪责推脱与我」，王莽于是没有追究孫建。居摄二年（7年）九月，東郡太守翟義起兵打倒王莽，轻車将軍成武侯孫建被任命为奮武将軍和虎牙将軍王邑、強弩将軍王駿等六将軍共同討伐翟義。十二月，孫建、王邑在陳留郡圉县殲滅翟義軍，翟義被捕杀。

### 新莽时期
始建国元年（9年），王莽建立新朝，孫建封成新公，立国将軍。与甄丰、王興、王盛并称四将。始建国二年（10年）十一月、孫建遇到自称汉成帝之子劉子輿的男子，将这个男子（武仲）逮捕。次月，王莽命蔑称匈奴单于为「降奴服于」，派孫建等12位将軍率五路军马攻撃匈奴。天鳳二年（15年），孫建在立国将軍之位去世。